# Hawarden Castle (1700-tallet)
 For alternative betydninger, se Hawarden Castle (middelalder).
(New) Hawarden Castle (walisisk: Castell Penarlâg (Newydd)) er en herregård i Hawarden, Flintshire, Wales. Den blev opført i 1752-1757 af Sir John Glynne, 6. Baron, og blev siden ombygget og udvidet i nygotisk stil. Den var ejet af den tidligere britiske premierminister William Gladstone, efter det havde været i hans kone, Catherine Glynnes familie.